# Whilton
Whilton is een civil parish in het bestuurlijke gebied Daventry, in het Engelse graafschap Northamptonshire met 271 inwoners.